# Kamieniec (Zbrosławice)

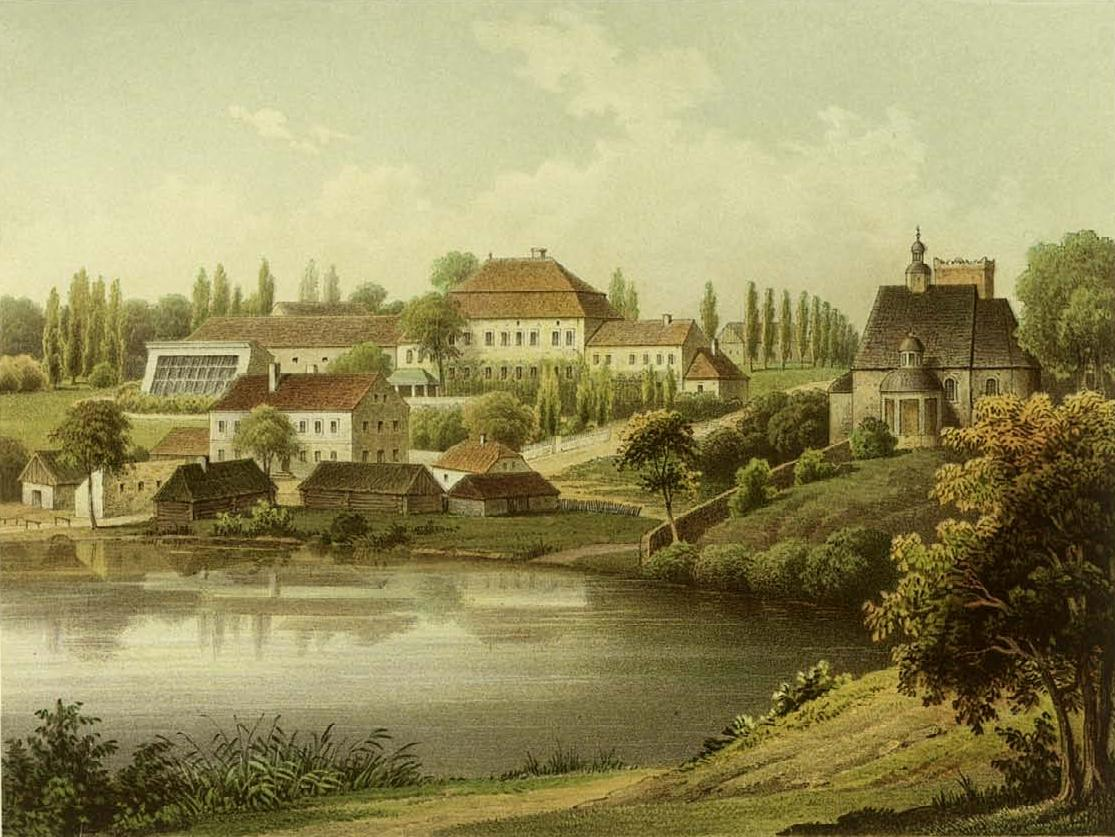
Schloss und Kirche im 19. Jahrhundert, um 1862/63, Sammlung Alexander Duncker

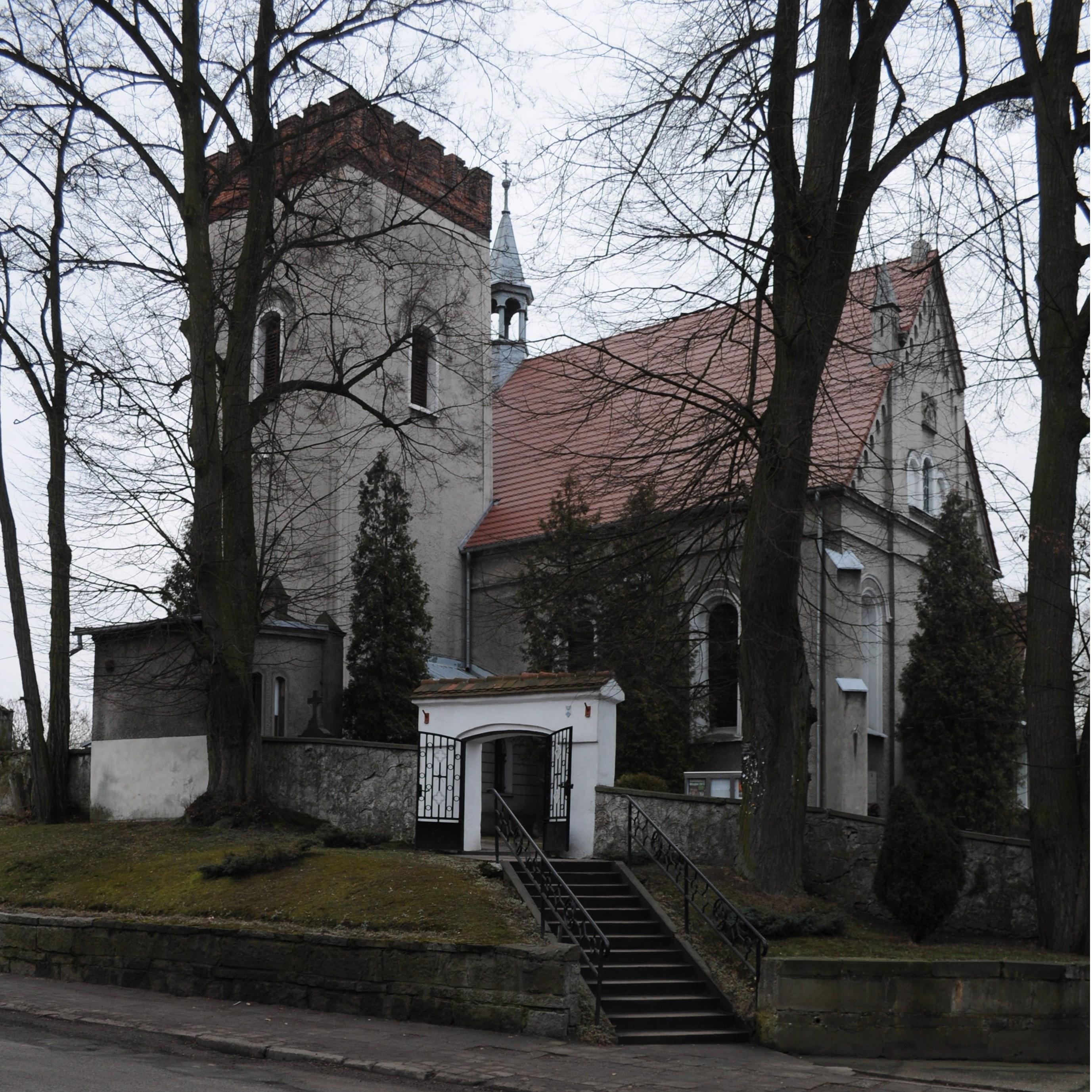
Die Kirche

Kamieniec (deutsch Kamienitz, 1936–1945 Dramastein) ist eine Ortschaft in Oberschlesien. Sie liegt in der Gemeinde Zbrosławice (Broslawitz) im Powiat Tarnogórski (Kreis Tarnowitz) in der Woiwodschaft Schlesien.

## Geografie
Kamieniec liegt drei Kilometer südwestlich vom Gemeindesitz Zbrosławice, 13 Kilometer südwestlich von der Kreisstadt Tarnowskie Góry (Tarnowitz) und 27 Kilometer nordwestlich von der Woiwodschaftshauptstadt Katowice (Kattowitz).
Der Ort liegt am Tal des Flusses Drama.

## Geschichte
Im 8. Jahrhundert entstand an der Drama ein Slawischer Burgwall der Opolanen, ein frühes Beispiel der Penetration des „Niemandslands“ in Richtung Krakau vom schlesischen Stamm.
Der Ort entstand spätestens im 13. Jahrhundert und wurde 1279 erstmals urkundlich erwähnt. Zirka 1295–1305 wurde der Ort im Liber fundationis episcopatus Vratislaviensis (Zehntregister des Bistums Breslau) urkundlich als „Kamen“ erwähnt.
Karl Joseph von Strachwitz (1724–1810) kaufte die Herrschaften Kamienietz und Dombrowka und wurde am 6. Juli 1798 in Berlin unter dem Namen Strachwitz von Groß-Zauche und Camminetz in den preußischen Grafenstand erhoben. Es folgte der gleichnamige Karl Graf Strachwitz (1770–1837), dann sein Sohn aus zweiter Ehe, Landesältester, Landrat und Ehrenritter des souveränen Malteserordens, k.u.k. Kammerherr Ernst von Strachwitz (1799–1869), verheiratet mit Mathilde Freiin von Erstenberg zum Freienthurm. Letzter Strachwitz auf dem Gut war der Offizier Karl Graf Strachwitz (1867–1916), Ehrenritter des Malteserordens, verheiratet mit Olga Freiin von Welczeck, geschieden 1908. Ihre älteste Tochter Maja und der Sohn Carlernst Graf Strachwitz sind hier bis 1906 geboren. Zuletzt gehörte das Gut bis 1945 den Grafen zu Stolberg. Vertreter war Graf Friedrich Leopold von Stolberg-Paskau, liiert mit der Generalstochter Paula Gräfin Brühl, ihre sieben Kinder sind von 1911 bis 1926 fast sämtlich auf dem Gut geboren. Der Besitzerwechsel erfolgte zwischen 1906 und 1911.
Der Ort wurde 1783 im Buch Beytrage zur Beschreibung von Schlesien als Kaminiz erwähnt und hatte drei Vorwerke, eine katholische Kirche, eine Schule, zehn Bauern, 19 Gärtner, einige Häusler und 194 Einwohner. 1818 wurde der Ort als Kaminietz erwähnt. 1865 bestand Kamienietz aus einem Dominium und einem Kirchdorf. Zum Dominium gehörten die Vorwerke Josephsberg und Schufeida. Das Dorf hatte zehn Bauernstellen, 17 Gärtnerstellen, vier Häuslerstellen, zehn Kammerwohnungen, ein herrschaftliches Gasthaus, drei Mühlen und eine Schmiede.
Bei der Volksabstimmung in Oberschlesien am 20. März 1921 stimmten 146 Wahlberechtigte für einen Verbleib bei Deutschland und 218 für Polen. Kamienitz verblieb beim Deutschen Reich. 1936 wurde der Ort in Dramastein umbenannt. Bis 1945 befand sich der Ort im Landkreis Tost-Gleiwitz.
1945 kam der bis dahin deutsche Ort unter polnische Verwaltung und wurde in Kamieniec umbenannt und der Woiwodschaft Schlesien angeschlossen. Von 1945 bis 1954 und von 1973 bis 1977 war der Ort Sitz der Gemeinde Kamieniec. 1950 kam der Ort zur Woiwodschaft Kattowitz. 1999 kam der Ort zum wiedergegründeten Powiat Tarnogórski und zur neuen Woiwodschaft Schlesien.

## Sehenswürdigkeiten
Unter Denkmalschutz stehen:
- Die katholische Pfarrkirche Johannes der Täufer Geburt (Kościół Narodzenia św. Jana Chrzciciela). Sie wurde 1413 geweiht, zwischen 1860 und 1870 stark umgebaut und 1936 restauriert. Im Süden des Gebäudes gibt es eine Kapelle mit der Gruft der Familie von Strachwitz. Im Inneren gibt es zwei spätbarocke Seitenaltäre, eine spätbarocke Kanzel und zwei Renaissance-Grabmäler von Kindern der Familie von Sedlnitzky.[6]
- Das Schloss (Pałac). Der erste Bau stammt aus dem 15. und 16. Jahrhundert und wurde Anfang des 18. Jahrhunderts durch einen Neubau für die Familie von Löwenkron ersetzt. 1872/1873 wurde das Gebäude für die Grafen von Strachwitz umgebaut und erweitert. Heute ist dort ein Gesundheits- und Rehazentrum für Kinder. In der Diele steht die Kopie eines römischen Sarkophags aus Marmor. Östlich des Schlosses liegt der sogenannte Mäuseturm (Mysia Wieża), eine 1887 gebaute künstliche Ruine. Das Schloss ist von einem Park umgeben.[7]
- Die slawische Festung aus dem 8. Jahrhundert. Sie liegt auf einem Berg am Fluss Drama. Archäologische Untersuchungen deuten darauf hin, dass hier bereits an der Wende vom 7. zum 8. Jahrhundert ein Dorf entstand. In der ersten Hälfte des 8. Jahrhunderts wurde es mit einem Wall und einem Wassergraben befestigt. Ein Wall mit Holz- und Erdkonstruktion, zusätzlich mit Steinen verkleidet, schützte den Zugang zur Siedlung von der Südostseite, wahrscheinlich auch von der Hangseite. Die Fläche der befestigten Anlage betrug etwa 0,8 ha. Im Inneren der Festung wurden Spuren von Feuerstellen und Säulen gefunden, die ursprünglich Elemente von Holzgebäuden waren. Außerdem wurden zahlreiche Überreste von Tongefäßen, Werkzeugen und Alltagsgegenständen wie Messer und Eimergriffe, aber auch Waffen und Reitausrüstung wie Pfeilspitzen und Sporenfragmente gefunden. Die Festung in Kamieniec wurde im 9. Jahrhundert zerstört und niedergebrannt.

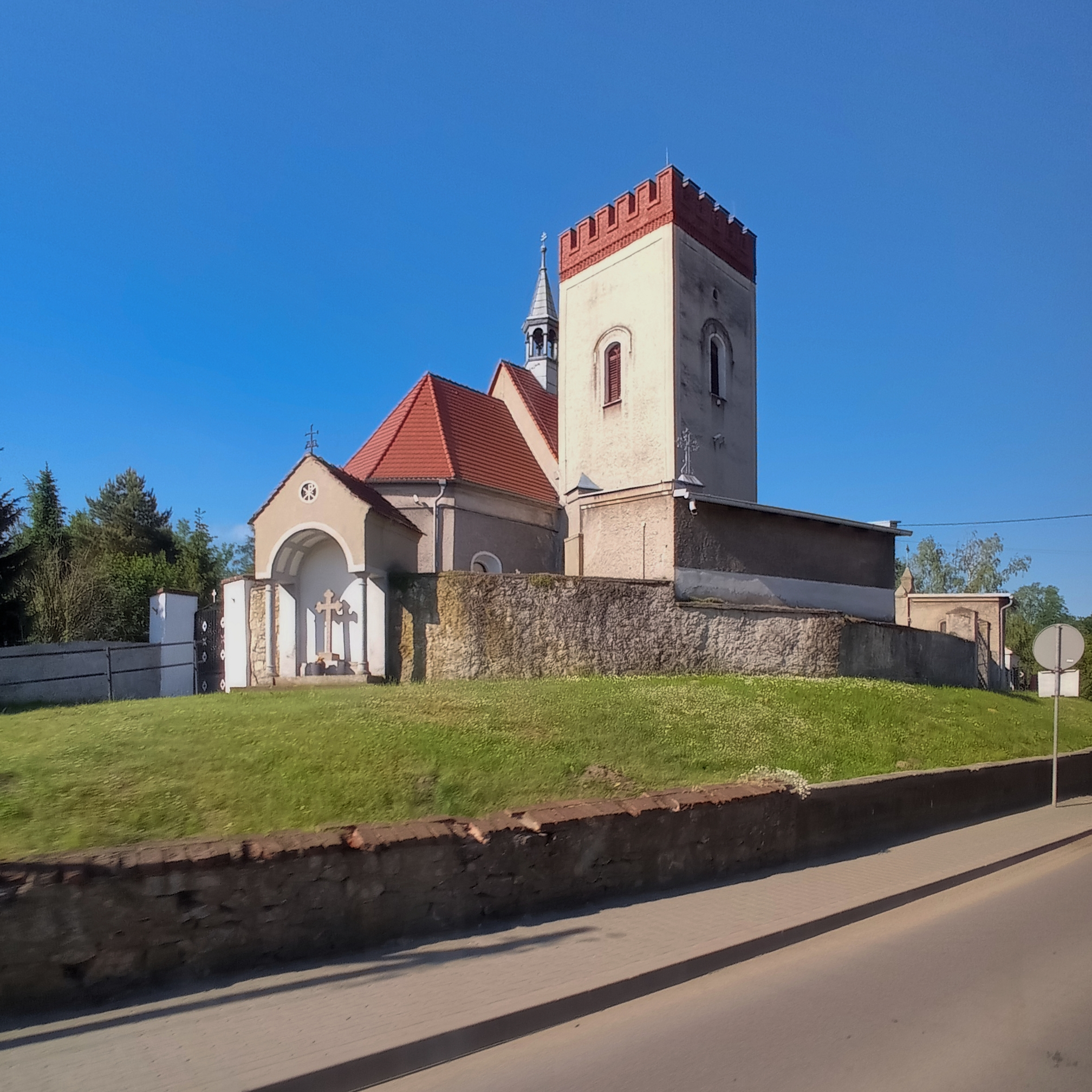
Kirche Johannes der Täufer Geburt
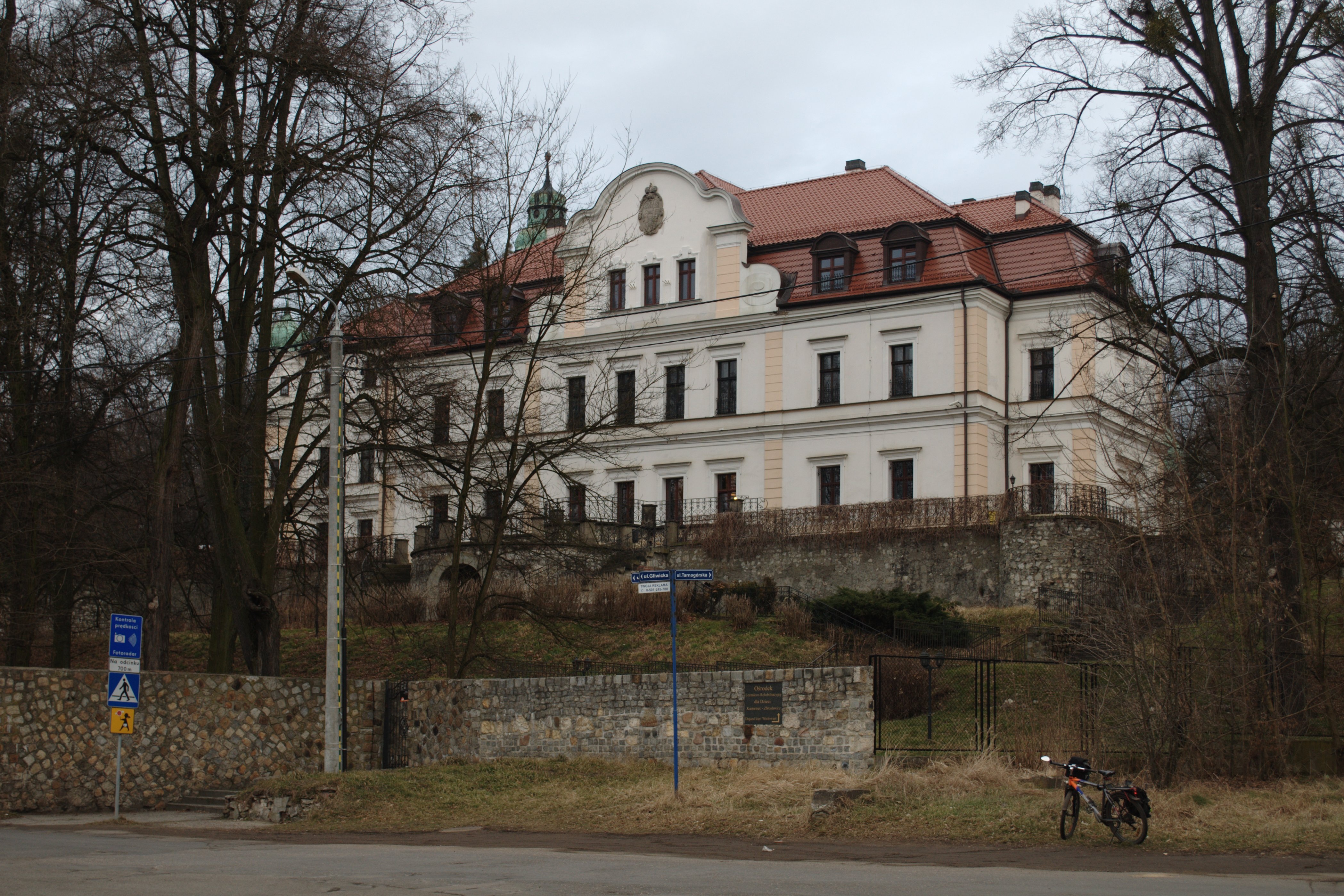
Das Schloss Frontseite
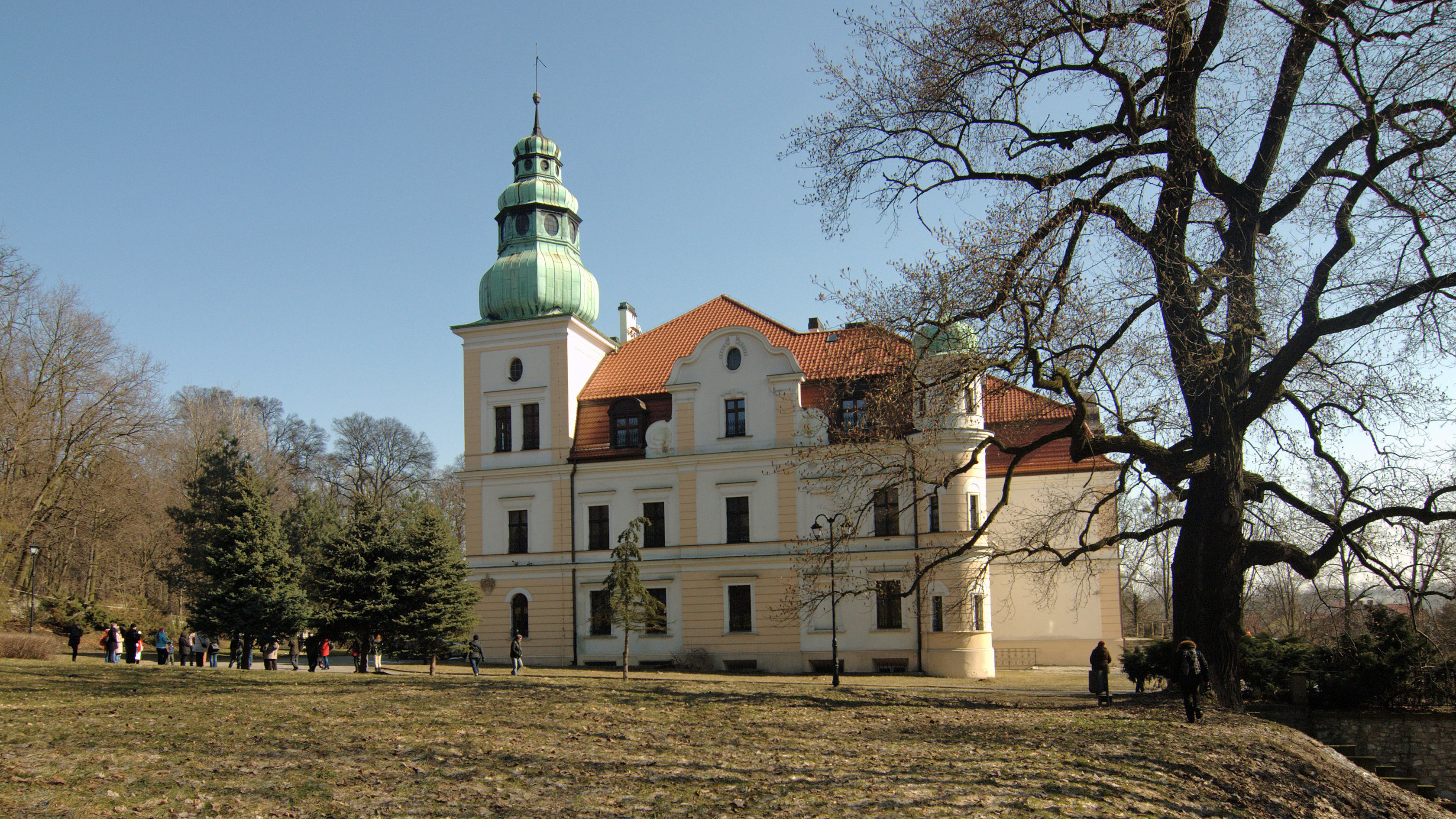
Das Schloss Rückseite
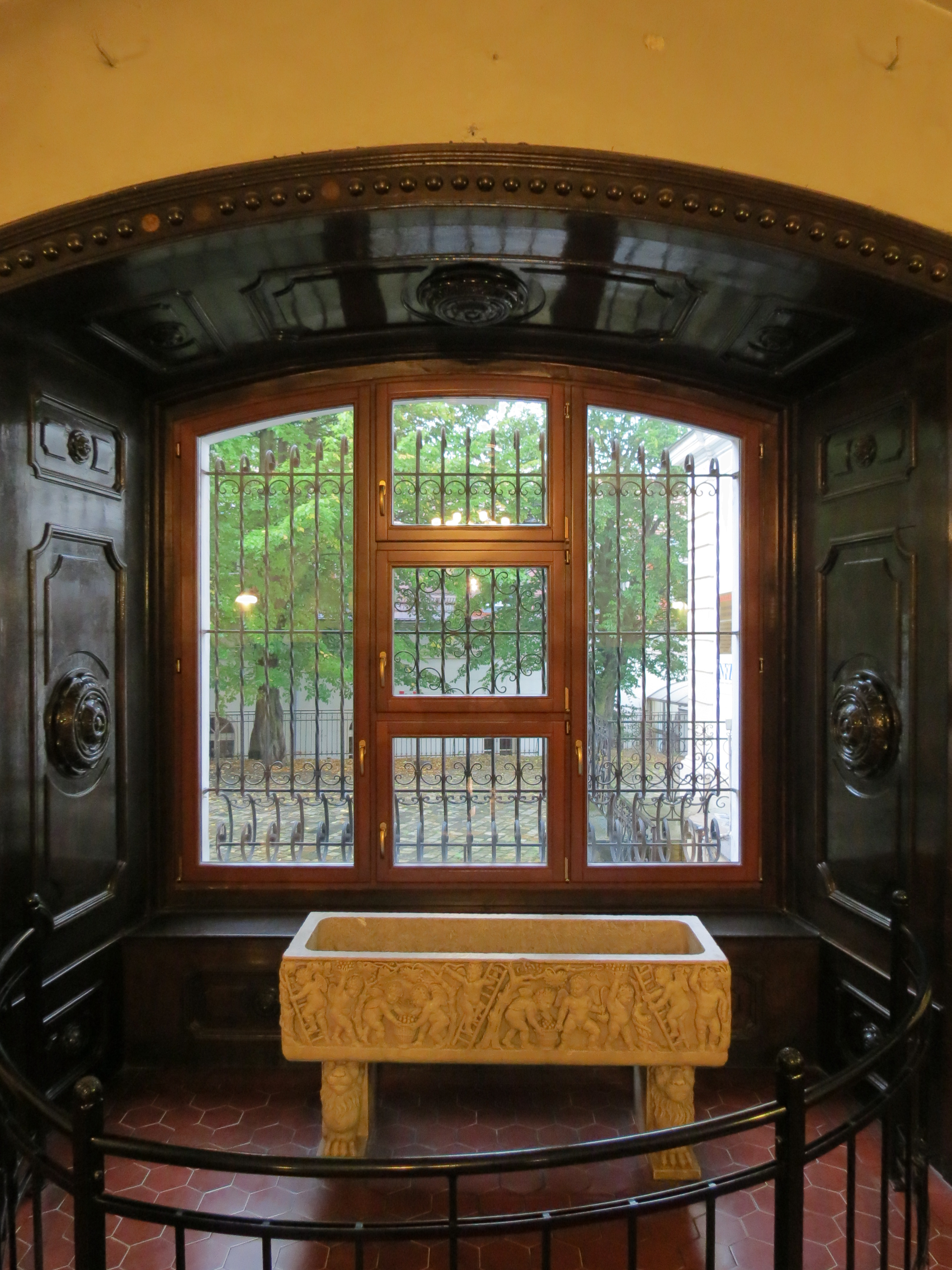
Schlossdiele
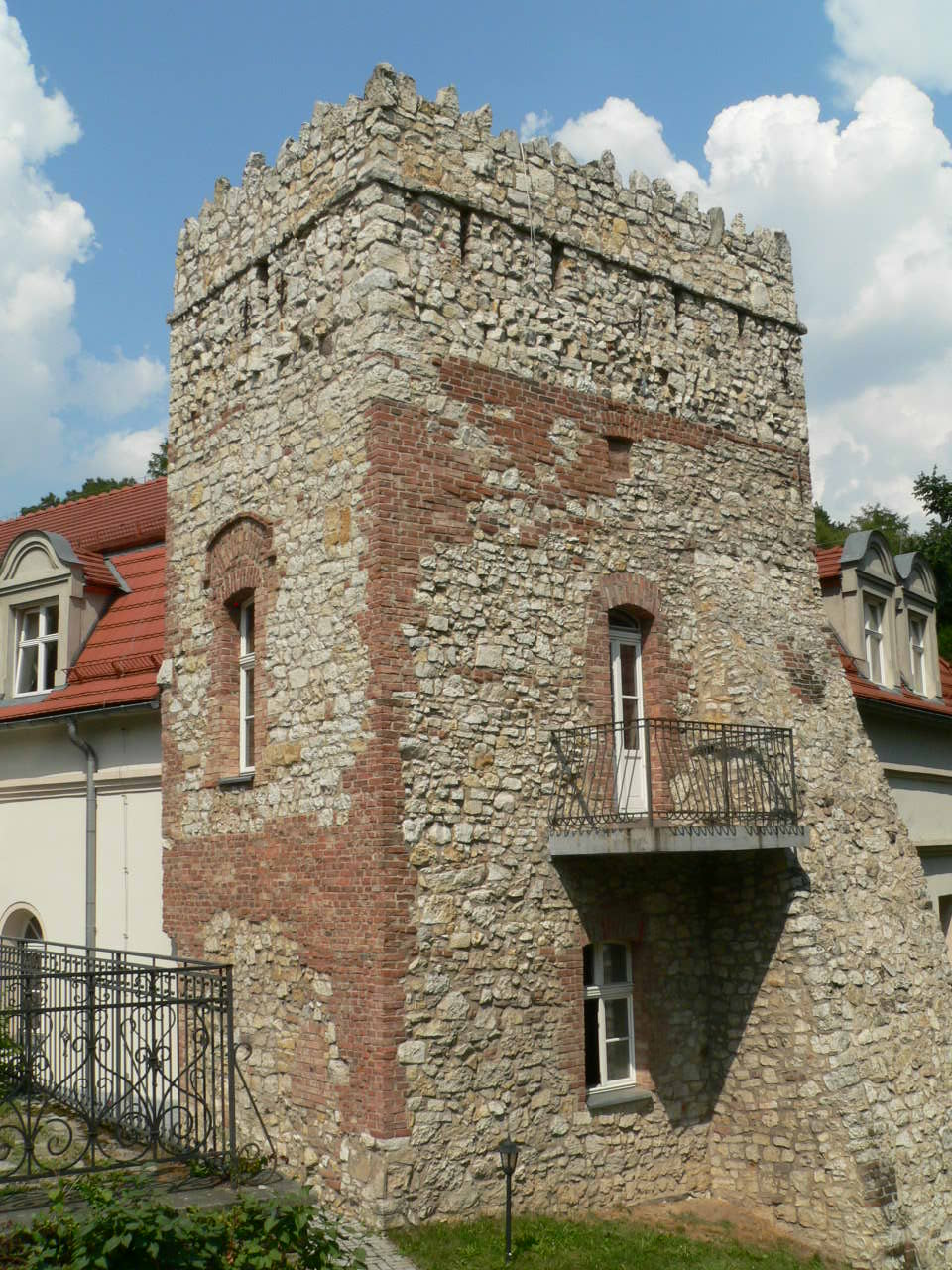
Der Mäuseturm

## Sport
Örtlicher Sportverein ist der Klub Sportowy Drama Kamieniec.

## Wappen
Das (inoffizielle) Wappen bzw. Siegel zeigt zwei Obstbäume und dazwischen einen Steinhaufen.

## Verkehr
Der Haltepunkt Kamieniec liegt an der ehemaligen Bahnstrecke Zabrze Mikulczyce–Tworóg Brynek.

## Personen
- Arthur von Strachwitz (1833–1895), Verwaltungsbeamter